# Trolejbusy w Bałakowie
Trolejbusy w Bałakowie – system trolejbusowy funkcjonujący w mieście Bałakowo, w obwodzie saratowskim, w Rosji. Został uruchomiony 3 listopada 1967 r. Operatorem jest przedsiębiorstwo Bałakowoelektrotrans.

## Linie
W 2019 r. w mieście funkcjonowało 6 linii:
| Linia | Trasa                                     |
| ----- | ----------------------------------------- |
| 2     | BZWM ↔ Kinotieatr Kosmos                  |
| 4     | 7-j mikrorajon ↔ Bałakoworiezinotiechnika |
| 5     | 7-j mikrorajon ↔ Kinotieatr Kosmos        |
| 5A    | 7-j mikrorajon ↔ Kinotieatr Kosmos        |
| 6     | BZWM ↔ 7-j mikrorajon                     |
| 11    | 7-j mikrorajon ↔ Kinotieatr Kosmos        |

## Tabor
Stan z 4 czerwca 2020 r.
| Zdjęcie        | Typ               | Eksploatacja od | Liczba |
| -------------- | ----------------- | --------------- | ------ |
|                | ZiU-9             | 1993            | 52     |
|                | SWARZ-6235.01     | 2020            | 6      |
|                | SWARZ-MAZ-6235.00 | 2020            | 14     |
| Łączna liczba: | Łączna liczba:    | Łączna liczba:  | 72     |